# Ozonoterapie
Ozonoterapia este o metodă de terapie aparținând medicinii alternative. Scopul ei este creșterea cantității de oxigen din corp prin introducerea, folosind diverse metode, de ozon în acesta, iar beneficiile pretinse de această terapie se întind asupra unei game largi de afecțiuni incluzând, printre altele, cancerul, SIDA, scleroza multiplă. Concluzia Societății Americane a Cancerului, la ora actuală, este că numărul dovezilor științifice care să susțină eficiența utilizării acestei terapii este insuficient - oricare ar fi boala tratată cu ajutorul acesteia.
Ozonul este un gaz puternic otrăvitor (toxic în mod acut). Ozonoterapia poate avea efecte adverse, printre care decesul.

## Scurt istoric al utilizării
În 1856, la 16 ani după descoperirea lui, ozonul era folosit pentru prima dată la dezinfecția sălilor de operație și sterilizarea instrumentarului chirurgical. La sfârșitul secolului al XIX-lea deja era folosit în mod obișnuit, în Europa continentală, pentru dezinfectarea apei de băut. În 1892 revista The Lancet a publicat un articol în care era descrisă utlizarea ozonului pentru tratarea tuberculozei. În primul război mondial ozonul a fost folosit pentru dezinfectarea rănilor.

## Utilizări posibile și evaluări științifice
Ozonoterapia constă în introducerea ozonului în corp utilizând diverse metode, în mod obișnuit amestecând ozonul cu diverse lichide și gaze și injectând aceste amestecuri intramuscular, subcutanat sau intravenos. Se mai pot utiliza și insuflațiile pe cale rectală sau vaginală. De asemenea, poate fi introdus prin utilizarea autohemoterapiei o cantitate mare de singe , amestecată cu ozon și reintrodusă în corp prin perfuzie -intravenos- sau prin injecție intramusculară.
Utilizările propuse ale aceste metode de terapie includ boli precum cancerul, SIDA, scleroza multiplă, artrita, boli ale inimii,  boala Alzheimer, boala Lyme. În cazul utilizării contra cancerului mecanismul presupus de funcționare are la bază teoria că un mediu bogat în oxigen inhibă formarea sau/și dezvoltarea celulelor canceroase, însă nu există dovezi științifice care să sprijine această teorie. În cazul SIDA, deși ozonul dezactivează particulele virale  in vitro (în afara corpului omenesc), nu există, de asemenea, dovezi științifice referitoare la pacienți propriu-ziși.
Administrația Statelor Unite pentru Alimente și Medicamente reflectă faptul științific că ozonul este un gaz toxic care nu are, până acum, aplicații practice demonstrate în terapiile specifice, preventive sau adjuvante, ca un rezumat al rezultatelor studiilor științifice consistente care arată efectele dăunătoare ale respirației ozonului. Administrația observă faptul că, pentru a fi eficient ca bactericid, ozonul trebuie utilizat în concentrații care depășesc cu mult limitele tolerate de oameni sau animale.
Un articol din 1999 a sugerat că „În epoca medicinii moleculare, a crede că ozonoterapia este o opțiune terapeutică validă este, mai degrabă, un «act de credință»”. Un articol publicat în 2001 afirmă că potențialele avantaje și dezavantaje ale utilizării ozonului la pacienții cu cancer nu sunt susținute de dovezi suficiente; prin urmare, nu se recomandă ozonoterapia ca formă alternativă de tratament pentru acești pacienți.
De asemenea, utilizarea ozonului în medicina stomatologică nu este susținută de dovezi științifice.
Un articol publicat în 2010 susține că injectarea ozonului reprezintă un tratament eficace pentru tratarea herniei de disc.
Există controverse în legătură cu utilizarea ozonului de către atleți în încercarea de a spori nivelul performanțelor sportive.

## Siguranță
Mare parte din suspiciunile privind ozonoterapia se referă la siguranța ozonificării sângelui. Inhalarea ozonului de către mamifere duce la reacții ale acestuia cu compușii prezenți în membrana pleurală și declanșarea unei cascade de efecte patologice. Saul Green pleda pentru capacitatea ozonului de a oxida endogen componenții sanguini și țesuturile umane, din moment ce ozonul este capabil de oxidarea compușilor organici în mediul atmosferic. Introdus prin perfuzie ozonul produce specii reactive ale oxigenului sau radicali liberi. Supraabundența acestora, este cunoscut, cauzează stress oxidativ și deteriorări celulare și este implicată în dezvoltarea unor boli degenerative. Niveluri mari ale ozonului inhalat sunt toxice, totuși inhalarea unei singure doze de concentrație scăzută nu prezintă pericol.
Cele mai serioase complicații raportate referitoare la utilizarea acestei terapii includ dezvoltarea unor forme de hepatită; de asemenea, au fost raportate cinci decese.